# Musée du Vieux Marseille
Le musée du Vieux Marseille était situé rue de la Prison dans le 2e arrondissement de Marseille. Il présentait des objets traditionnels provençaux : pièces du costume traditionnel, mobilier, crèches et santons. Il a dû fermer ses portes en 2009. Ses collections ont été transférées au Musée d'histoire de Marseille. Elles y sont exposées depuis le 12 septembre 2013.

## La maison diamantée (ancien hôtel deSaboulin Bollena)

### Histoire
Le Musée du Vieux Marseille occupait jusqu'en 2009 la Maison Diamantée.

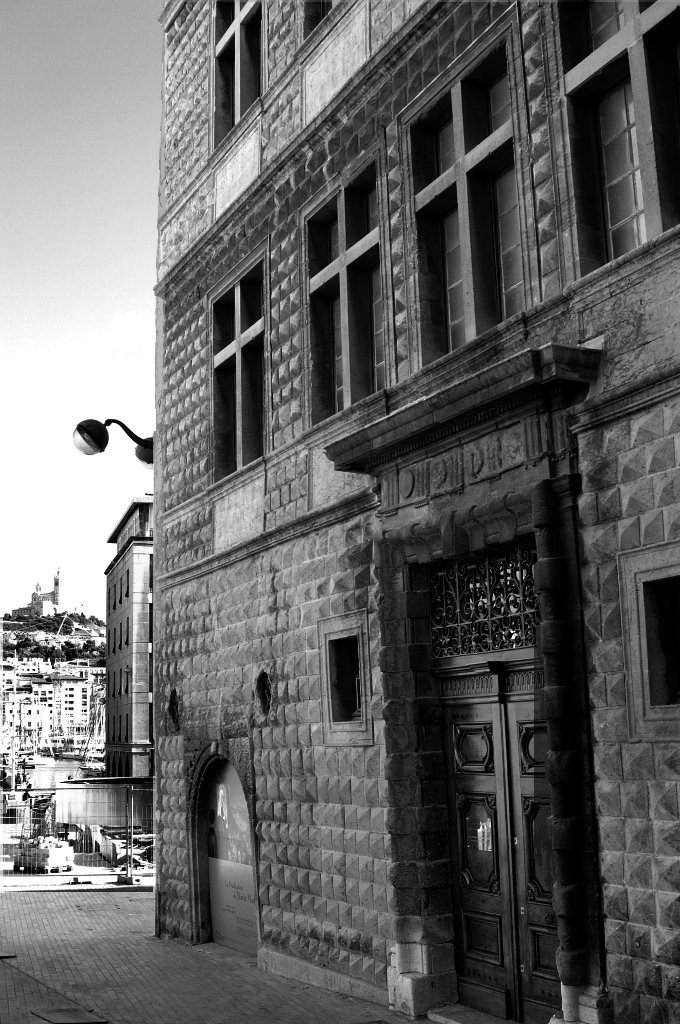
La Maison Diamantée

Maison construite par un marchand d'origine catalane), Pierre Cardiolle, entre 1570 à 1576, elle est habitée par la suite par de grandes familles, comme celle de Pierre de Saboulin Bollena, premier échevin de la Ville ou la famille Castellane-Majastre (qui donnera son nom à la place Castellane).
Sous la Révolution, elle est réquisitionnée et divisée en appartements. À la fin du XIXe siècle, elle est occupée par des acconiers autochtones et immigrés italiens.
En 1914, l'association culturelle « Art et Charité » qui rassemble des artistes, des érudits et quelques membres de la bourgeoisie locale, la rachète et la lègue ultérieurement au comité du Vieux-Marseille.
En 1943, les autorités allemandes décident de la destruction quasi totale des ruelles bordant la rive nord du Vieux-Port à l'exception de quelques bâtiments présentant un intérêt historique notoire — dont fait partie la « Maison Diamantée ».

### Architecture
La façade, en calcaire rose de la Couronne et pierre blanche de Cassis, présente un décor de bossages en pointes de diamant qui lui donne son nom.
À l'intérieur, se trouve un escalier au plafond garni de caissons décorés de fleurons et de rosaces d'influence bourguignonne.
La Maison Diamantée est, avec l'Hôtel de Cabre, l'une des plus anciennes demeures de Marseille. Elle est classée monument historique depuis le 10 novembre 1925.

## Collections
Le musée présentait un ensemble cohérent de collections concernant des objets traditionnels provençaux :
- Ensembles d'arts religieux;
- Mobilier provençal du XVIIIe et objets domestiques en cuivre ou en faïence;
- Gravures et huiles sur toiles;
- Photographies et objets de la vie quotidienne;
- Livres anciens;

Plan Lavastre :
- Plan-relief dit Plan Lavastre du centre ville de Marseille, à l'échelle 1/200e, réalisé entre 1848 et 1850 par Jean-Baptiste Fortuné Lavastre (Pélissanne, 1815 - 1869), documentant les journées insurrectionnelles des 22 et 23 juin 1848 à Marseille, soit avant Paris.

Les textiles anciens :
- Indiennes du XVIIe et XVIIIe;
- Jupons de boutis;
- Costumes traditionnels féminins;

Les crèches et santons :
- Collection de crèches en verre filé ou mie de pain, du XVIIIe et XIXe ;
- Collection de santons depuis les premiers moules du figuriste Jean-Louis Lagnel, signés et datés de la fin du XVIIIe ;

Collection de la maison Camoin :
- Cartes à jouer et tarots de Marseille ;
- Instruments de fabrication des cartes ;

Collection Fernand Detaille :
- Atelier Nadar ;
- Photographies et matériels photographiques ;